# 신화건설
신화건설(信和建設,Shinwha Engineering & Construction Co., Ltd)은 대한민국의 건설업체였다. 1969년 8월 조흥건설(주)로 창립되어 1975년 12월 현재의 상호로 변경하였다. 1988년 5월 주식을 상장하였으나, 2000년 11월 금융감독원에 의해 퇴출되었다. 서울 지하철 6호선 이태원역 -약수역공사를 담당하였다가 부도가 나서 개통이 지연되기도 했다. 대표회장은 이남주(李南柱)이다.

## 신화건설 계열사
- 신화유화(주) (信和油化(株))
- 신화PTG(주) (信和PTG(株))
- ㈜신화특수강 ((株)信和特殊鋼)
- TMS ENG.CORP.